# خالد بن عبد الله آل خليفة
الشيخ خالد بن عبدالله آل خليفة (مواليد 1944) مهندس بحريني ، نائب رئيس مجلس الوزراء منذ 2 نوفمبر 2010 وهو الأبن الثاني للشيخ عبدالله بن خالد آل خليفة.

## نشأته وحياته العائلية

### نسبه وولادته
هو الشيخ خالد بن عبدالله بن خالد بن علي بن خليفة بن سلمان بن أحمد بن محمد بن خليفة آل خليفة. ولِد بمدينة المحرق – شمال البحرين – في العام 1944. وقد سمي بخالد تيمناً بجده الشيخ خالد بن علي آل خليفة (1853 - 1925). هو ثاني الأبناء الذكور الأربعة للشيخ عبد الله بن خالد آل خليفة وزوجته الشيخة حصة بنت محمد بن عبد الله آل خليفة (متوفاة).

### أسرته
للشيخ خالد تسعة من الأولاد، أربعة ذكور وخمس إناث، جميعهم من زوجته الشيخة مريم بنت سلمان بن حمد آل خليفة، شقيقة الشيخ عيسى بن سلمان آل خليفة، أمير البحرين الراحل، والأمير خليفة بن سلمان آل خليفة، رئيس الوزراء السابق ، والأمير محمد بن سلمان آل خليفة (توفي في 9 نوفمبر 2009 )، وعمة الملك حمد بن عيسى آل خليفة، ملك مملكة البحرين
| الأبناء       | الوصف                               | البنات     | الوصف |
| ------------- | ----------------------------------- | ---------- | --- |
| الشيخ سلمان   |                                     | الشيخة زين | حرم الشيخ علي بن خليفة آل خليفة مستشار سمو ولي العهد رئيس مجلس الوزراء وابن خالها. وترأس منذ 30 مايو 2011 مؤسسة المبرة الخليفية |
| الشيخ عبدالله | رئيس مجلس إدارة نادي الرفاع الرياضي | الشيخة فرح | |
| الشيخ عيسى    |                                     | الشيخة حصة | عضو مجلس الإدارة ورئيسة اللجنة النسائية بالاتحاد البحريني لكرة القدم، ورئيسة اللجنة النسائية بالاتحاد العربي لكرة القدم         |
| الشيخ خليفة   |                                     | الشبخة ضوى | |
|               |                                     | الشيخة نوف | |

### تعليمه
تلقى الشيخ خالد بن عبدالله آل خليفة تعليمه الأولي عند الكُتَّاب، وهم مدرسو القرآن الكريم ومعلمو مبادئ القراءة والكتابة. ثم تلقى تعليمه الأساسي في مدرسة الهداية الخليفية الواقعة بمدينة المحرق البحرينية، وتعتبر هذه المدرسة التي يعود تاريخ تأسيسها إلى العام 1919 أول مدرسة نظامية في البحرين والمنطقة. وعاش الشيخ خالد بن عبد الله آل خليفة في بيئة أسرية تشجع على العلم، إذ أحسن والده تعليمه وتعليم جميع أبنائه. فإلى جانب الأخوين الطبيبين محمد وعلي، والأخ الأصغر المهندس إبراهيم، برع الشيخ خالد في المجال الهندسي كذلك، فابتعثه والده إلى جمهورية مصر العربية في العام 1962 بعد أن أنهى تعليمه الأساسي في البحرين، وأمضى فيها خمس سنوات درس خلالها الهندسة المدنية، وحصل على درجة البكالوريوس من كلية الهندسة في جامعة القاهرة عام 1966.
ولم يكتف الشيخ خالد بتعليمه الأكاديمي، بل حرص أيضاً على الالتحاق بالدورات التدريبية في مجال تخصصه، ومن بينها الدروة التدريبية المتخصصة في مجال هندسة الطرق والمواصلات والتي حضرها في الولايات المتحدة الأمريكية عام 1969.

## المهام والمسؤوليات

### المناصب الحكومية
من الملاحظ أن الشيخ خالد تدرج في توليه المناصب والمسؤوليات في حكومة البحرين. إذ تم توظيفه في بداية حياته العملية كمهندس طرق بإدارة الأشغال عام 1966، وهو لم يكن يتجاوز حينها الثانية والعشرين. وبعد أن أمضى حوالي سبع سنوات في الوظيفة ذاتها اكتسب خلالها ما يكفي من الخبرة العملية والإدارية، نال الشيخ خالد ثقة الشيخ خليفة بن سلمان آل خليفة، رئيس مجلس الوزراء الذي أصدر في 14 يوليو 1973 القرار رقم (9) بتعيينه مديراً لإدارة الأشغال العامة التابعة لوزارة التنمية والخدمات الهندسية، وكان مسؤولاً عن أعمال الطرق وصيانة المباني الحكومية. كانت هذه الوظيفة العليا التي تبوأها الشيخ خالد لأول مرة مدخلاً له ليكون أول وزير للإسكان  في حكومة البحرين في العام 1975. كما تولى مناصب حكومية أخرى وهي:

| المنصب                         | الفترة                  |
| ------------------------------ | ----------------------- |
| رئيس الهيئة البلدية المركزية   | 1988 - 1995             |
| وزير الإسكان والبلديات والبيئة | 1995 - 2001             |
| وزير الإسكان والزراعة          | 2001 - 2002             |
| وزير ديوان رئيس مجلس الوزراء   | 2002 - 2010             |
| نائب رئيس مجلس الوزراء         | 2 نوفمبر 2010 - لا يزال |

### أول وزير للإسكان
أصدر الشيخ عيسى بن سلمان آل خليفة، أمير البحرين الراحل، في 24 أغسطس 1975، أمره رقم (3) لسنة 1975 بتكليف الشيخ خليفة بن سلمان آل خليفة تأليف الوزارة. وتعد هذه الحكومة هي الأولى التي يتم تأليفها بعد حل المجلس الوطني في العام نفسه. وقد وعد الشيخ خليفة بن سلمان في الرسالة التي بعث بها إلى الأمير رداً على أمر تكليفه بتأليف الوزارة بأن هذه الحكومة «ستتجه مباشرة وبالأجهزة المتخصصة، ذات الكفاءة العالية إلى الحاجات الأساسية للشعب من غذاء وكساء ومسكن، فتوفرها له، وذلك لكي ينعم الجميع بخيرات بلادنا التي كانت وما تزال مباركة الثمرات وفيرة الخيرات».
يبدو أن الشيخ خليفة بن سلمان قد ذكر لفظة «المسكن» بشكل مقصود، إذ تعد تلك الإشارة بمثابة نقطة الانطلاق بالنسبة إلى تنفيذ سياسات توفير السكن الحكومي، والتوسع في إنشاء المدن الحديثة، كمدينة عيسى ومدينة حمد. لقد شهدت البحرين في حكومة العام 1975 تعيين أول وزير للإسكان وهو الشيخ خالد بن عبد الله آل خليفة. لقد أمضى الشيخ خالد أكثر من 20 عاماً من حياته وهو ينفذ سياسة حكومة بلاده، بوصفه وزيراً للإسكان، ويعمل على تطويرها بما يواكب متطلبات عقدين من الزمان لتوفير السكن اللائق بالمواطن البحريني.

### نائباً لرئيس مجلس الوزراء
أصدر الملك حمد بن عيسى آل خليفة ملك مملكة البحرين، في 2 نوفمبر 2010 المرسوم الملكي رقم (59) لسنة 2010 بتشكيل الوزارة بناء على عرض الأمير خليفة بن سلمان آل خليفة، رئيس وزراء مملكة البحرين. كما نص المرسوم على تعيين الشيخ خالد بن عبد الله آل خليفة، نائباً لرئيس مجلس الوزراء.
ومنذ ذلك الوقت عُهد إلى الشيخ خالد بن عبد الله تولي ملف الخدمات والإعمار والبنية التحتية، وذلك بتعيينه رئيساً للجنة الوزارية للخدمات والبنية التحتية (2010 – 2014)، وكذلك رئيساً للجنة الوزارية للإعمار والبنية التحتية (2015 –)، نظراً لما اكتسبه من خبرة عملية وإدارية طويلة على مدى أكثر من 30 عاماً في هذا القطاع. وتختص اللجنة التي يرأسها بدراسة المشاريع الوطنية الكبيرة ومشاريع البنى التحتية ومتابعة تنفيذها، ومراجعة السياسات والاستراتيجيات التي تضمن توفير كافة البنى التحتية اللازمة للمواطنين ذات الصلة بالأشغال والكهرباء والماء، والإسكان والبلديات والتخطيط العمراني والزراعة والبيئة، والمواصلات البرية والبحرية والجوية، في أرجاء المملكة كافة ومتابعة تنفيذها. كما تتابع اللجنة سرعة أداء الخدمة للمواطنين ورفع كفاءتها والتنسيق بين الوزارات المختصة في هذا الشأن، وتتولى دراسة كافة الموضوعات المحالة إليها من مجلس الوزراء والمتعلقة باختصاصاتها، وتلتزم بمتابعة تنفيذ برنامج الحكومة في مجال اختصاصاتها.
كما عُهدت إلى الشيخ خالد مهمة تولي إدارة ملف الشؤون المالية والاقتصادية وضبط الإنفاق، إذ صدر في العام 2013 قرار عن رئيس مجلس وزراء مملكة البحرين رقم (25) بإنشاء لجنة لضبط وترشيد الإنفاق وتعزيز الدخل والإنتاجية في الوزارات والجهات الحكومية، برئاسته. واختصت تلك اللجنة بدراسة ووضع سياسات وبرامج وآليات ضبط وترشيد الإنفاق الحكومي، وتعزيز وزيادة الدخل ورفع مستوى الإنتاجية وتحقيق الاستخدام الأمثل للموارد المالية في الوزارات والجهات الحكومية، وذلك في ضوء أحدث الضوابط والمعايير العالمية. كما يرأس منذ يناير 2015، ومن بين المهام الأخرى الموكلة إليه، اللجنة الوزارية للشؤون المالية وضبط الإنفاق.
ونتيجة لذلك، تم تكليف الشيخ خالد بن عبدالله من قبل مجلس الوزراء في أكثر من مناسبة للتوافق مع السلطة التشريعية بغرفتيها، مجلس النواب ومجلس الشورى، حول تنفيذ عدد من المبادرات التي تأتي من قبيل إصلاح السياسات الاقتصادية في البحرين.
نائباً لرئيس مجلس الوزراء ووزيراً للبنية التحتية
في 13 يونيو 2022 أصدر الملك حمد بن عيسى آل خليفة ملك مملكة البحرين مرسوماً بتعديل وزاري حيث تم تعين الشيخ خالد بن عبدالله نائباً لرئيس مجلس الوزراء ووزيراً للبنية التحتية
نائباً لرئيس مجلس الوزراء
في 21 نوفمبر 2022 أصدر الملك حمد بن عيسى آل خليفة ملك مملكة البحرين مرسوماً بتشكيل الحكومة حيث تم تعين الشيخ خالد بن عبدالله نائباً لرئيس مجلس الوزراء

### عضوية المجالس واللجان السابقة
- رئيس اللجنة الوزارية للخدمات والبنية التحتية التابعة لمجلس الوزراء.
- رئيس اللجنة الوزارية للشؤون المالية والاقتصادية التابعة لمجلس الوزراء.
- عضو اللجنة العليا لإعداد برنامج الحكومة للدورات 2011 – 2014.
- رئيس مجلس إدارة هيئة ضمان جودة التعليم والتدريب.[12]
- عضو اللجنة الوزارية لدراسة التجاوزات في محاور لجان التحقيق البرلمانية.
- عضو مجلس التخطيط والتنسيق.
- عضو اللجنة التأسيسية لبيت القرآن.
- عضو المجلس الأعلى للشباب والرياضة.[13]
- عضو المجلس الأعلى للمرور.
- عضو لجنة دراسة نظام البلديات في الدولة.[14]
- عضو اللجنة العليا لوضع مسودة مشروع ميثاق العمل الوطني.
- عضو اللجنة المشكلة لتعديل بعض أحكام الدستور.
- عضو لجنة الإسكان والإعمار.[15]
- رئيس الجانب البحريني في اللجنة الفنية الوزارية المشتركة لإنشاء جسر البحرين – قطر.
- رئيس اللجنة الوزارية للمرافق العامة التابعة لمجلس الوزراء.
- رئيس اللجنة الوزارية لدراسة التزامات التعويض للهيئة العامة للتأمينات الاجتماعية والهيئة العامة لصندوق التقاعد.
- عضو اللجنة الوزارية لشؤون مجلسي الشورى والنواب.
- نائب رئيس لجنة مراجعة المخطط الهيكلي الاستراتيجي الوطني لمملكة البحرين.[16]
- رئيس مجلس الغوص واللؤلؤ.[17]
- رئيس اللجنة الوزارية المشكلة لدراسة احتياجات العائدين من الخارج.
- عضو مؤسس في جمعية المهندسين البحرينية.[18]

### عضوية المجالس واللجان القائمة
- رئيس مجلس الموارد المائية.[19]
- رئيس اللجنة الوزارية للإعمار والبنية التحتية التابعة لمجلس الوزراء.
- رئيس اللجنة الوزارية للشؤون المالية وضبط الإنفاق التابعة لمجلس الوزراء.
- عضو مجلس التنمية الاقتصادية.[20]
- عضو اللجنة التنسيقية برئاسة ولي عهد مملكة البحرين.
- رئيس مجلس إدارة شركة ممتلكات البحرين القابضة «ممتلكات».[21]
- رئيس مجلس إدارة شركة طيران الخليج.[22]
- نائب رئيس مجلس أمناء جائزة عيسى لخدمة الإنسانية.[23]
- نائب رئيس مجلس الخدمة المدنية.[24]
- رئيس لجنة تطوير جزر حوار.
- عضو اللجنة العليا لتقنية المعلومات والاتصالات.[25]
- عضو مجلس العائلة المالكة منذ 1981.[26]

## الإنجازات

### الأوسمة والجوائز
مُنح في العام 1999 وسام الشيخ عيسى بن سلمان آل خليفة من الدرجة الأولى من قبل الشيخ حمد بن عيسى آل خليفة، أمير البحرين في ذلك الوقت.

### شؤون الأشغال العامة
خلال فترة عمله من 1966 إلى 1971 بقسم الطرق في إدارة الأشغال، كان الشيخ خالد أول مهندس بحريني متخصص في تصميم وتنفيذ الطرق، وساعد على وضع مخطط عام شامل لشبكة الطرق في البحرين. وفي العام 1973 تم تعيينه مديراً لإدارة الأشغال المعنية بأشغال الطرق وصيانة المباني الحكومية.

### شؤون الإسكان
- عُين الشيخ خالد في العام 1975 كأول وزير للإسكان، وأصبح مسؤولاً عن دراسة وتقييم الأوضاع الإسكانية السائدة، وبالتالي وضع خطط وبرامج مستقبلية شاملة.
- كان الشيخ خالد مسؤولاً عن تأسيس أول بنك للإسكان في البحرين وعن وضع سياساته وتوجهاته العامة.
- كان الشيخ خالد مسؤولاً عن استكمال إنشاء مدينة عيسى التي تم وضع حجر أساسها في العام 1963، وكانت تعد رائدة على مستوى المنطقة.
- كلَّف الشيخ خالد وزارة الإسكان في البحرين بتبني شعار (توفير مسكن لائق لكل أسرة بحرينية لا تملك ولا تستطيع بناء مسكن لها).
- وضع السياسات والخطط التي أسفرت عن بناء مشروع مدينة حمد في العام 1982، بالإضافة إلى عدد من مشاريع الإسكان الأخرى في مختلف أنحاء البحرين، وشمل ذلك الإشراف على البيئة المعمارية للمدن والقرى، وخاصة في مناطقها القديمة.

### الشؤون البلدية
- في العام 1988، تولى الشيخ خالد رئاسة الهيئة البلدية المركزية. وفي العام 1966 تم تعيينه وزيراً للإسكان والبلديات والبيئة التي أنشئت لأول مرة.
- اهتم الشيخ خالد طوال توليه المناصب الوزارية بالتركيز على برامج التدريب الإداري والفني والوعي البيئي، وعمل على إنشاء المنتزهات والحدائق العامة وتطوير البلاجات والجزر السياحية والأسواق المركزية، وتعميم التعامل بالحاسب الآلي في المعاملات الإدارية والفنية.

### المجال البيئي
في العام 1996 صدر مرسوم بإعادة تنظيم وزارة الإسكان والبلديات وكان الشيخ خالد يتولى حينها شؤون الوزارة، وقد أسندا إليه مهمة تولي الشؤون البيئية بهدف وضع الخطط والسياسات اللازمة للمحافظة عليها في البر والبحر والجو. وتتمثل أبرز إنجازاته في هذا المجال في:
- إصدار قرارات تتعلق بمنع الدفان والتعمير في خليج توبلي، وحماية جزر حوار، والبحر الإقليمي، ووضع التقويم البيئي للمشروعات وإجراءات التحكم في المواد المستنفذة لطبقة الأوزون والتراخيص للعمل في صناعة المعدات والمباني المحتوية على مادة الاسبستوس وإزالة ونقل هذه المادة والتخلص من مخلفاتها.
- إقرار الخطة الوطنية لمكافحة تلوث النفط، وكذلك إقرار المعايير والمواصفات الوطنية التي تتعلق بالتقويم البيئي للمشروعات الصناعية والتنموية والنفايات الطبية والأنشطة البيئية في بيئة العمل، والتخلص من التلوث الناتج عن صناعة الفخار.

أما أهم البرامج والمشاريع التي أقرها في مجال البيئة، فهي:
- رصد جودة الهواء وظاهرة المد الأحمر والبيئة البحرية وتراكيز الفلورايد وتقويم المشاريع الصناعية ودراسة خليج توبلي بيئياً.
- وضع الحلول للمشاكل البيئية الناتجة عن التلوث الناتج من الكراجات والورش وصهر الذهب وعوادم السيارات وصهر مخلفات الألمنيوم وأكياس النايلون ومصانع غسل الرمل البحري.
- وضع المقاييس الوطنية لجودة الهواء والانبعاث، وإنشاء موقع للتخلص من النفايات الصناعية، وآخر للتخلص من النفايات الطبية، وإنشاء أفران حديثة لصناعة الفخار، وتشكيل فرق للتنمية وبرنامج القرن الحادي والعشرين وإعداد إستراتيجية التنوع البيولوجي، وحماية جزر حوار، ومشاكل الصناعات القائمة.

## رعاية الفعاليات المتخصصة والمشاركات الخارجية
شارك الشيخ خالد داخل وخارج البحرين، ورعى العديد من الفعاليات المحلية المتخصصة في مجال الهندسة والبيئة والبناء والعقارات والتخطيط الطبيعي والطاقة والإعمار والإسكان والمرافق العامة والبنية التحتية. كما مثَّل البحرين في العديد من المحافل الدولية من بينها:
- رئاسة وفد البحرين في اجتماع الدورة الاستثنائية التاسعة عشرة للجمعية العامة للأمم المتحدة الخاصة بالبيئة والتنمية في نيويورك عام 1997.
- رئاسة وفد البحرين في الدورة الاستثنائية الخامسة والعشرين لمؤتمر الأمم المتحدة للمستوطنات البشرية عام 2001.
- المشاركة في اجتماع اللجنة الفنية الوزارية المشتركة لإنشاء جسر البحرين – قطر عام 2001.
- رئاسة وفد رسمي وتجاري بحريني إلى جمهورية مصر العربية للالتقاء بالمستشار عدلي منصور، الرئيس المؤقت لجمهورية مصر العربية[29]، والفريق أول عبدالفتاح السيسي، القائد العام للقوات المسلحة المصرية وزير الدفاع والإنتاج الحربي آنذاك[30] في 2013.
- المشاركة نيابة عن العاهل البحريني في أعمال القمة الرابعة لمؤتمر التفاعل وإجراءات بناء الثقة في آسيا «سيكا»[31] الذي عُقد بمدينة شنغهاي الصينية عام 2014 (انظر الصورة أعلاه).
- المشاركة نيابة عن العاهل البحريني في المسيرة الدولية ضد الإرهاب التي دعت إليها الرئاسة التونسية على خلفية تفجير متحف باردو[32] في مارس 2015 (انظر الصورة أعلاه).
- المشاركة نيابة عن العاهل البحريني في حفل تنصيب الرئيس السوداني عمر حسن البشير في يونيو 2015.[33]